# Neonauclea tsaiana
Neonauclea tsaiana là một loài thực vật có hoa trong họ Thiến thảo. Loài này được S.Q.Zou mô tả khoa học đầu tiên năm 1988.